# 16 프시케
16 프시케(16 Psyche)는 소행성대의 가장 무거운 10개의 소행성 중 하나이다. 프시케는 M형 소행성이기 때문에 다른 소행성보다 무겁다.
프시케는 1852년 3월 17일, 가스프리스가 나폴리에서 발견했다. 프시케라는 이름은 그리스 신화에 등장하는 에로스의 아내인 프시케의 이름에서 따온 이름이다. 처음 발견된 15개의 소행성은 천문학자들이 약칭으로 표기한 소행성이지만, 1851년 헨케는 원형 숫자를 사용하자고 제안했다. 그리하여 프시케는 그것을 따라 표기된 최초의 소행성이다.

## 특징
레이다 관측으로 프시케는 철-니켈로만 이루어져 있다는 것을 알았다. 프시케는 큰 분화된 모체로부터 금속 핵이 노출된 경우이다. 다른 M형 소행성들과 달리, 프시케는 금속체로의 해석과 일치하듯이 표면에 물의 흔적이 보이지 않는다. 현재, 소량의 휘석이 나타난다.
혹 프시케가 모체의 핵 찌꺼기라면, 다른 소행성과 비슷한 궤도일 것으로 기대한다. 프시케는 어떤 소행성족에도 속하지 않는다. 한 가설은 태양계 초기시절에 어떤 충돌이 일어났고, 충돌 후에 단편화되었다고 추측한다.
프시케는 두 번의 엄폐 현상이 관측됐다. 광도 곡선의 변화로 봤을 때, 레이다 관측과 일치하듯이, 구형이 아닌 것으로 나타났다.

## 같이 보기
- 우주선이 방문한 소행성체와 혜성 목록
- 소행성 채굴